# Société hippique nationale
Une société hippique nationale (en abrégé : SHN) est, en France, un lieu d'enseignement de l'équitation, partiellement ou totalement accessible à un public de civils, et généralement hébergé dans un lieu à vocation étatique ou militaire.
En 1964, une SHN est créée au Haras national d'Hennebont. En 2001, avec la réforme des Haras nationaux, elle signe un bail d'occupation précaire pour 18 ans. En 2019, le bail arrivant à son terme n'est pas reconduit, entraînant la disparition de la SHN d'Hennebont, qui aura vu passer quatre générations de cavaliers,. Selon Grand Prix magazine, il s'agissait de la dernière SHN de France.
La société hippique nationale de Bordeaux, installée à Villenave-d'Ornon, est dissoute en 1989 pour des raisons budgétaires.
Une autre SHN est hébergée dans le manège de l'École militaire, à Paris : ouverte prioritairement aux militaires en activité et à leur famille, elle accueille des cavaliers civils durant deux mois l'été.